# Natació
|  | Aquest article tracta sobre l'activitat física. Si cerqueu l'esport, vegeu «natació (esport)». |

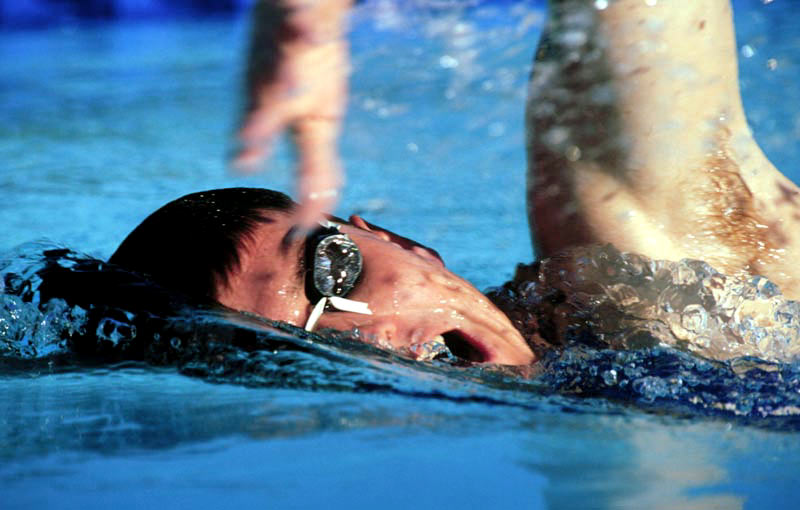
Nedador

La natació és l'autopropulsió d'una persona a través de l'aigua o un altre líquid, generalment per recreació, esport, exercici o supervivència. La locomoció s'aconsegueix mitjançant el moviment coordinat de les extremitats i el cos per aconseguir una empenta hidrodinàmica que dona lloc al moviment direccional. Els humans poden aguantar la respiració sota l'aigua i emprendre una natació rudimentària de manera locomotora poques setmanes després del naixement, com a habilitat de supervivència.
La natació es troba entre les principals activitats recreatives públiques, i en alguns països, les classes de natació són una part obligatòria del currículum educatiu. Com a esport formalitzat, la natació apareix en una sèrie de competicions locals, nacionals i internacionals, com ara tots els Jocs Olímpics d'estiu moderns.

## Ciència

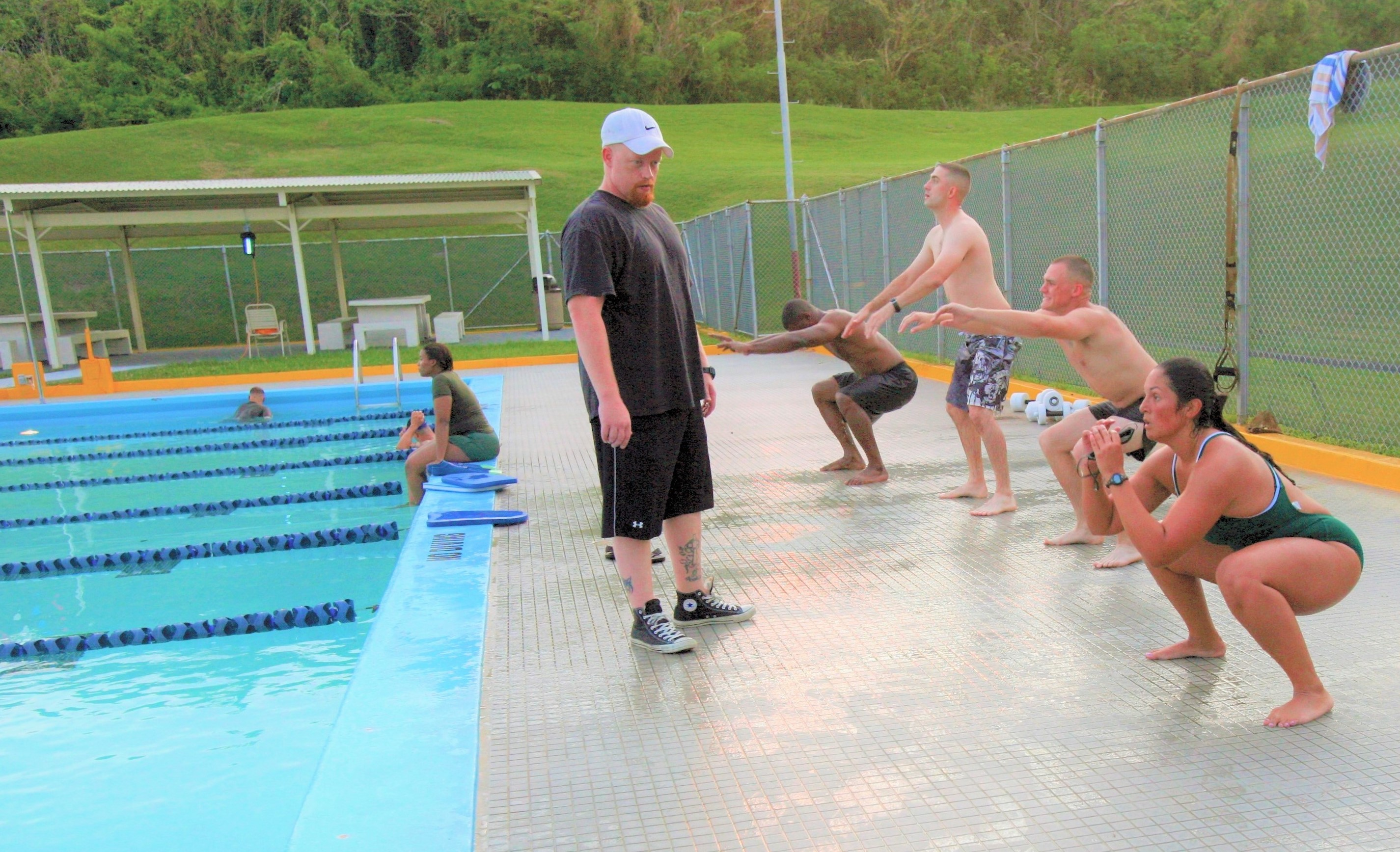
Els nedadors fan esquat abans d'entrar a la piscina d'una base militar nord-americana, 2011

La natació es basa en la flotabilitat gairebé neutra del cos humà. De mitjana, el cos té una densitat relativa de 0,98 en comparació amb l'aigua, la qual cosa fa que el cos suri. Tanmateix, la flotabilitat varia en funció de la composició corporal, la inflació pulmonar, el contingut muscular i de greix, el centre de gravetat i la salinitat de l'aigua. Els nivells més alts de greix corporal i l'aigua més salada redueixen la densitat relativa del cos i augmenten la seva flotabilitat. Els humans mascles solen tenir un centre de gravetat més baix i un contingut muscular més alt que les dones, per això els costa més flotar.
Com que el cos humà és menys dens que l'aigua, l'aigua és capaç de suportar el pes del cos durant la natació. Com a resultat, la natació és de "baix impacte" en comparació amb les activitats terrestres com ara córrer. La densitat i la viscositat de l'aigua també creen resistència als objectes que es mouen per l'aigua. Les braçades de natació utilitzen aquesta resistència per crear propulsió, però aquesta mateixa resistència també genera fricció al cos.
La hidrodinàmica és important per a la tècnica de braçada per nedar més ràpid, i els nedadors que volen avançar més ràpid o cansar-se menys intenten reduir la fricció del moviment del cos a través de l'aigua. Per a ser més efectius hidrodinàmicament, els nedadors poden augmentar la potència de les seves braçades o reduir la resistència de l'aigua, tot i que la potència ha d'augmentar en un factor de tres per a aconseguir el mateix efecte que reduir la resistència. La millora de l'eficiència mitjançant la reducció de la resistència a l'aigua implica adoptar una posició horitzontal i una postura que redueixi l'amplada del cos a l'aigua, i estendre els braços tant com sigui possible per a reduir la resistència a les ones.
Just abans de submergir-se a la piscina, els nedadors poden realitzar exercicis com ara l'esquat, que ajuda a millorar l'inici del nedador escalfant els músculs de la cuixa.

## Natació infantil
Els nadons humans mostren un reflex innat de natació o de busseig des que neixen fins als sis mesos aproximadament. Altres mamífers també demostren aquest fenomen. La resposta de busseig implica apnea, bradicàrdia reflexa i vasoconstricció perifèrica; és a dir, els nadons submergits en aigua aguanten espontàniament la respiració, alenteixen la freqüència cardíaca i redueixen la circulació sanguínia a les extremitats (dits de mans i peus). Com que els nadons són capaços de nedar de manera innata, s'ofereixen classes per a nadons d'uns 6 mesos d'edat en molts llocs. Això ajuda a construir la memòria muscular i fa que els nedadors siguin forts des de petits.

## Tècnica
La natació es pot dur a terme mitjançant una àmplia gamma d'estils, i aquests s'utilitzen per a diferents propòsits o per distingir entre classes de natació competitiva. No és necessari utilitzar una manera de propulsió específica a través de l'aigua, i els nedadors no entrenats poden fer servir moviments de braços i cames, de manera similar a la manera com neden els animals de quatre potes.
Hi ha quatre maneres de nedar principals que s'utilitzen en la competició i la natació recreativa: el crol, també conegut com a estil lliure, braça, esquena i papallona. La natació competitiva a Europa va començar al voltant de l'any 1800, principalment amb la braça. El 1873, John Arthur Trudgen va introduir el trudgen a les competicions de natació occidentals. La papallona es va desenvolupar a la dècada de 1930, i es va considerar una variant de la braça fins que es va acceptar com un estil separat el 1953. La papallona es considera la tècnica més dura per moltes persones, però és el més eficaç per a la tonificació global i la construcció dels músculs. També crema més calories i pot ser el segon cop més ràpid si es practica amb regularitat.
A la natació no competitiva, hi ha alguns estils de natació, inclòs el braç lateral. Cap a finals del segle xix, aquest patró es va canviar aixecant primer un braç per sobre de l'aigua, després l'altre i després cada un al seu torn. Encara s'utilitza en la natació recreativa i de salvament.
Hi ha altres estils per motius particulars com ara entrenament, classes escolars i rescat, i sovint és possible canviar de braçada per evitar l'ús de parts del cos, ja sigui per separar parts específiques del cos, com ara nedar amb només braços o cames per exercitar-les de manera més dura, o per a amputats o afectats per paràlisi.

## Història

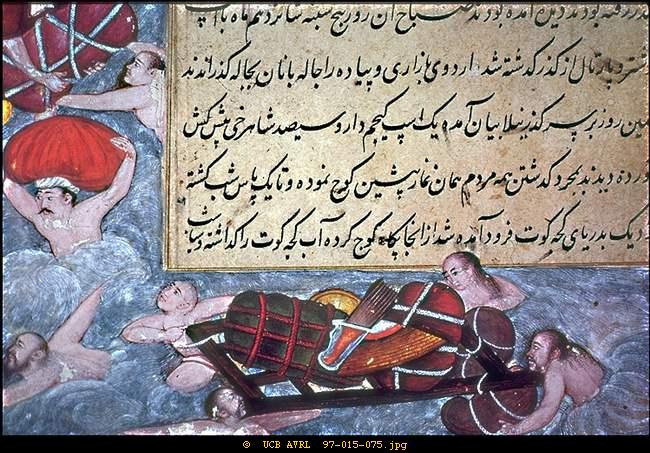
Les tropes del conqueridor timúrida Baber creuen un riu nedant.

La natació s'ha registrat des de la prehistòria, i els registres més antics de natació es remunten a pintures de l'edat de pedra de fa uns 7.000 anys. Les referències escrites daten de l'any 2000 aC. Algunes de les primeres referències inclouen l'Èpopeia de Gilgamesh, la Ilíada, l'Odissea, la Bíblia (Ezequiel 47:5, Actes 27:42, Isaïes 25:11), Beowulf i altres sagues.

Les tribus dels Països Baixos eren coneguts pels romans com a excel·lents nedadors. Els homes i els cavalls de la tribu Batavi podien creuar el Rin sense perdre formació, segons Tàcit. Cassi Dió descriu una tàctica sorpresa emprada per Aulus Plautius contra els celtes a la batalla de Medway:
Els [celtes britànics] pensaven que els romans no podrien creuar-lo sense un pont i, en conseqüència, vivien de manera bastant descuidada a la riba oposada; però van enviar per mar un destacament de [Batavii], ja que estaven acostumats a nedar fàcilment amb una armadura completa a través dels corrents més turbulents.... Des d'allí, els britànics es van retirar al riu Tàmesi en un punt prop d'on desemboca a l'oceà i amb la marea forma un llac. Ho van creuar fàcilment perquè sabien on es trobava el sòl ferm i els passos fàcils d'aquesta regió, però els romans en intentar seguir-los no van tenir tant èxit. Tanmateix, els [Batavii] van tornar a nedar i alguns altres van passar per un pont una mica riu amunt, després de la qual cosa van atacar els bàrbars des de diversos costats alhora i van ferir-ne molts d'ells".
El 1538, Nikolaus Wynmann, un professor d'idiomes suís-alemany, va escriure el primer llibre complet conegut sobre la natació, Colymbetes, sive de arte natandi dialogus et festivus et iucundus lectu (El nedador o un diàleg sobre l'art de la natació i alegre i Agradable de llegir).

## Propòsits

### Com una ocupació
Algunes tasques requereixen treballadors per nedar. Per exemple els bussejadors que busquen estrelles de mar per obtenir un benefici econòmic, igual que els pescadors submarins.
La natació s'utilitza per rescatar a altres nedadors en dificultats, en situació d'ofegament. La majoria de les ciutats i països moderns compten amb socorristes entrenats, en piscines i platges. Hi ha una sèrie d'estils de natació especialitzats, especialment per a finalitats de salvament (vegeu la llista d'estils de la natació). Aquestes tècniques són estudiades pels socorristes o membres de la Guàrdia Costanera.
La natació és també utilitzada en biologia marina per observar plantes i animals en el seu hàbitat natural. Altres ciències utilitzen la natació, per exemple, Konrad Lorenz, va nedar amb les oques, com a part dels seus estudis sobre el comportament animal.
La natació també té finalitats militars. La natació militar és realitzada habitualment per forces especials, com els Navy SEAL. La natació s'utilitza per apropar-se a un objectiu, reunir informació d'intel·ligència, actes de sabotatge o de combat, i per apartar-se d'una ubicació. Això també pot incloure la inserció en l'aire a l'aigua o en sortir d'un submarí mentre està submergit. A causa de l'exposició regular als grans cossos d'aigua, tots els reclutes de la Marina dels Estats Units, Cos de Marines i la Guàrdia Costanera necessiten completar la natació de base o d'entrenament de supervivència a l'aigua.
La natació és un esport professional. Les empreses patrocinen als nedadors que estan en el nivell internacional. Molts nedadors competeixen amb la finalitat de representar al seu país d'origen en els Jocs Olímpics. Els premis en efectiu per batre marques també es donen en moltes de les competicions més importants. Els nedadors professionals també poden guanyar-se la vida com a artistes, en el cas de la natació sincronitzada.

### Com una forma de viatjar
Quan no existeixen altres alternatives, es poden fer viatges de curta distància nadant. Innombrables emigrants van creuar nadant rius i mars; són famosos per aquest motiu el Riu Bravo i el Buh Occidental. Hi ha casos coneguts de refugiats polítics que van nedar en el mar Bàltic, i de gent que van saltar d'embarcacions per arribar nadant a destinacions als quals no es planejava anar. En la dècada de 1980 milers de soldats iraquians en retirada van creuar nadant el Riu Shatt al-Arab. El president dels Estats Units John F. Kennedy, va dirigir als seus mariners nedant d'una illa a una altra després que el seu torpeder fos enfonsat en la Segona Guerra Mundial. El seu germà, el senador Ted Kennedy va afirmar haver abandonat l'illa de Chappaquiddick nadant.

### Com a exercici i activitat lúdica
Els propòsits més comuns de la natació són la recreació, l'exercici i l'entrenament atlètic i esportiu. La natació recreativa és una bona manera de relaxar-se, mentre es gaudeix d'un exercici complet.
La natació és una excel·lent forma d'exercici. A causa que la densitat del cos humà és molt similar a la de l'aigua, l'aigua suporta el cos pel que les articulacions i els ossos reben menor impacte. La natació s'utilitza amb freqüència com un exercici de rehabilitació després de lesions o per a persones amb discapacitat.
La natació amb resistència és una forma d'exercici de natació. Es duu a terme, ja sigui amb finalitats de formació, per mantenir el nedador estacionari per a l'anàlisi de la braçada, o per poder nedar en un espai tancat per raons esportives o terapèutiques. La natació amb resistència es pot fer front a un corrent d'aigua en moviment en una màquina de natació o mantenint el nedador estacionari amb cintes elàstiques.
La natació és principalment un exercici aeròbic, a causa de les característiques intrínseques de l'exercici, la qual cosa requereix un subministrament constant d'oxigen als músculs, a excepció de carreres curtes, on preval la intensitat i la velocitat, i on els músculs treballen anaeròbicament. Com la majoria dels exercicis aeròbics, la natació redueix els efectes nocius de l'estrès, pot millorar i corregir la postura i desenvolupar un físic característic, sovint anomenada "silueta de nedador".
En els últims anys hi ha hagut un creixement en la popularitat de la natació en aigües obertes, també conegut com a "wild swimming" en part a causa de la publicació de llibres best-seller de Kate Rew i Daniel Start. En aquesta especialitat s'ha d'esmentar al campió i rècord de diverses travessies, al nedador català David Meca.

### Com a esport
La natació és un esport individual o per equips que consisteix en moure's a través de l'aigua donant-se impuls amb el propi cos.

#### Modalitats
1. Estil lliure (Crol): L'estil lliure, comunament conegut com a crol, és l'estil més ràpid i popular en la natació competitiva. En aquest estil, els/as nedadors/as es desplacen boca avall en l'aigua i fan un moviment alternat de braços, mentre les cames fan un moviment de puntada ondulant. La respiració es realitza de manera lateral, girant el cap cap a un costat per a prendre aire mentre es realitzen les braçades.
2. Esquena: En l'estil d'esquena, els/as nedadors/as es desplacen sobre la seva esquena en l'aigua. Els braços es mouen alternadament en un moviment circular similar a l'estil lliure, mentre que les cames realitzen una puntada de crol. El cap es manté en posició neutral, amb la cara cap amunt, i els/as nedadors/as respiren de manera natural girant el cap cap a un costat en cada braçada.
3. Braça: La braça és coneguda pel seu característic moviment de “tracció i embranzida” dels braços, acompanyat d'una puntada de granota. Durant la fase de tracció, els braços es mouen cap a dins des d'una posició estesa enfront del/la nedador/a fins al pit, mentre que les cames realitzen una puntada sincronitzada. Després, els braços s'empenyen cap a fora i cap endavant mentre les cames s'ajunten per a completar el cicle de la braçada.
4. Papallona: La papallona és un dels estils més tècnicament exigents en la natació. En aquest estil, els/as nedadors/as comencen boca avall en l'aigua. Els braços estan estesos cap endavant per sobre del cap, les cames estan juntes i els peus estan apuntant cap a fora lleugerament. El moviment dels braços en la papallona és simultani i simètric. Tots dos braços es mouen cap endavant des de la posició estesa cap endavant fins que estan completament estesos sota l'aigua. Després, tots dos braços s'emporten cap a fora i cap amunt en un moviment circular, sortint de l'aigua al mateix temps. Una vegada fora de l'aigua, els braços es tornen a estendre cap endavant per a iniciar el següent cicle de braçada.[19]

## Lliçons

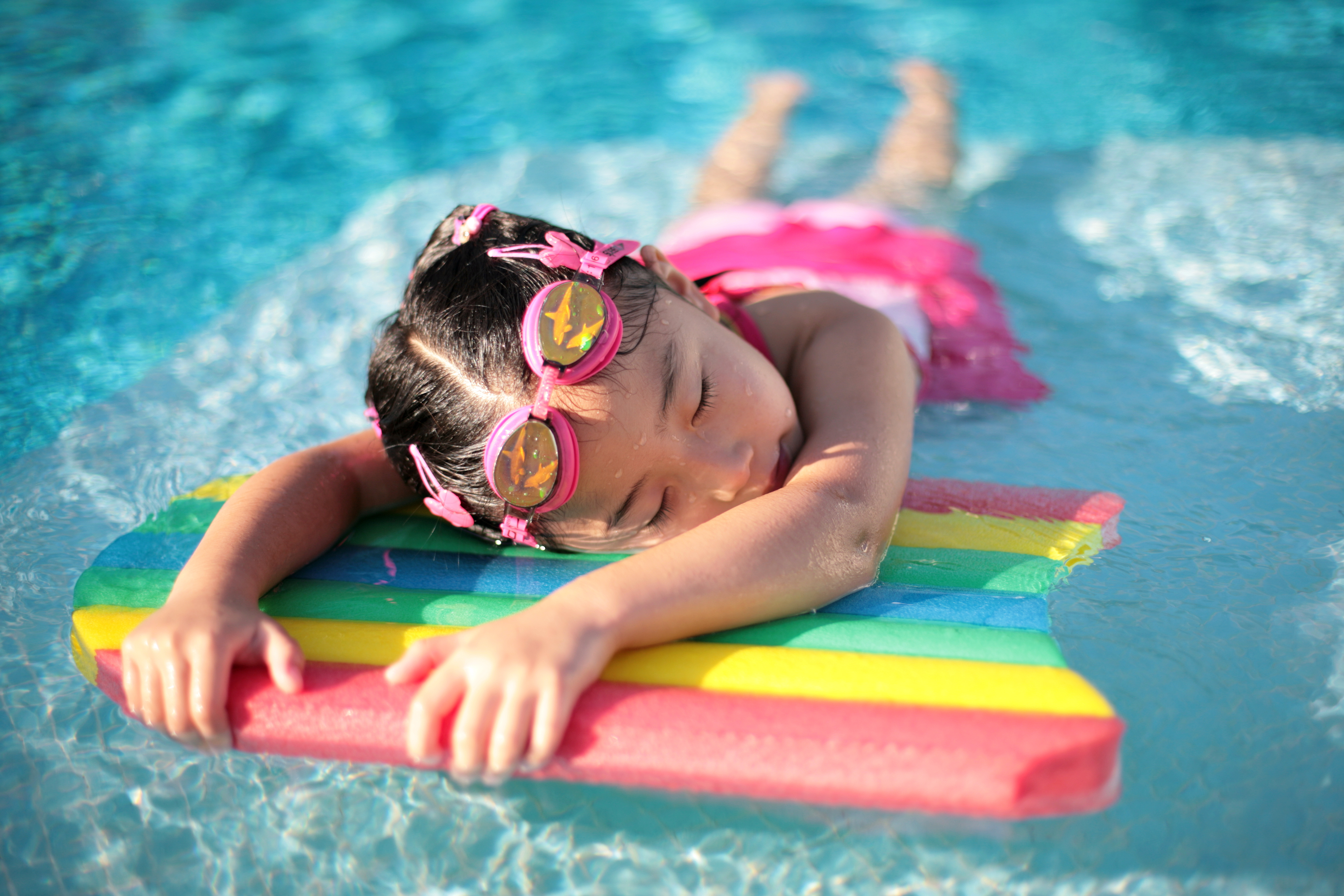
La taula de natació ajuda a mantenir-se a flotació a l'aigua.

Tradicionalment, els nens eren considerats no capaços per nedar independentment fins als quatre anys d'edat,
encara que ara les classes de natació infantil es recomanen per prevenir l'ofegament.
A Suècia, Dinamarca, Noruega, Estònia i Finlàndia, el pla d'estudis per al cinquè grau (quart grau a Estònia) obliga que tots els nens aprenguin a nedar, així com com manejar emergències prop de l'aigua. Comunament, s'espera que els nens siguin capaços de nedar 200 metres, i almenys 50 metres amb la seva esquena, també se'ls instrueix per aguantar la respiració sota l'aigua. A pesar que prop del 95% dels nens de les escoles sueques saben nedar, l'ofegament segueix sent la tercera causa més comuna de mort entre els nens.
En els Països Baixos i Bèlgica hi ha classes de natació (schoolzwemmen, «escola de natació»), les classes són recolzades pel govern. La majoria de les escoles ofereixen classes de natació. Hi ha una llarga tradició de classes de natació a Holanda i Bèlgica. A França, la natació és una part obligatòria del pla d'estudis per a les escoles primàries. Els nens generalment passen un semestre per any en aprenentatge de natació durant CE1/CE2/CM1 (2n, 3r i 4t grau).
En molts llocs, les classes de natació són proporcionades per piscines locals, tant a executar per l'autoritat local i per empreses d'oci privat. Moltes escoles també inclouen classes de natació en els seus plans d'estudi d'educació física, a les escoles se'ls permet donar aquestes classes sempre que sigui en un safareig de la pròpia escola, o en el safareig públic més propera.
En el Regne Unit, el Top-ups scheme convoca a nens que no poden nedar a l'edat d'11 per rebre lliçons diàries intensives. Aquest projecte no ha aconseguit el grau de pla d'estudis nacional en RU, després de deixar la primària aquest entrenament intensiu es redueix i reben una lliçó de mitja hora cada dia durant dues setmanes fins que acaba.
A Canadà i Mèxic ha estat posat en el pla d'estudis de diverses escoles públiques.
Als Estats Units existeix una iniciativa que ofereix classes de natació per a nens, per fer front a una emergència on hagin caigut a l'aigua. Se'ls ensenya com mantenir-se a flotació, contenir la respiració sota l'aigua, nedar sobre la seva esquena, surar sense ajuda, descansar i respirar fins que arribi l'ajuda.

## Roba i equipament

### Vestit de bany obanyador

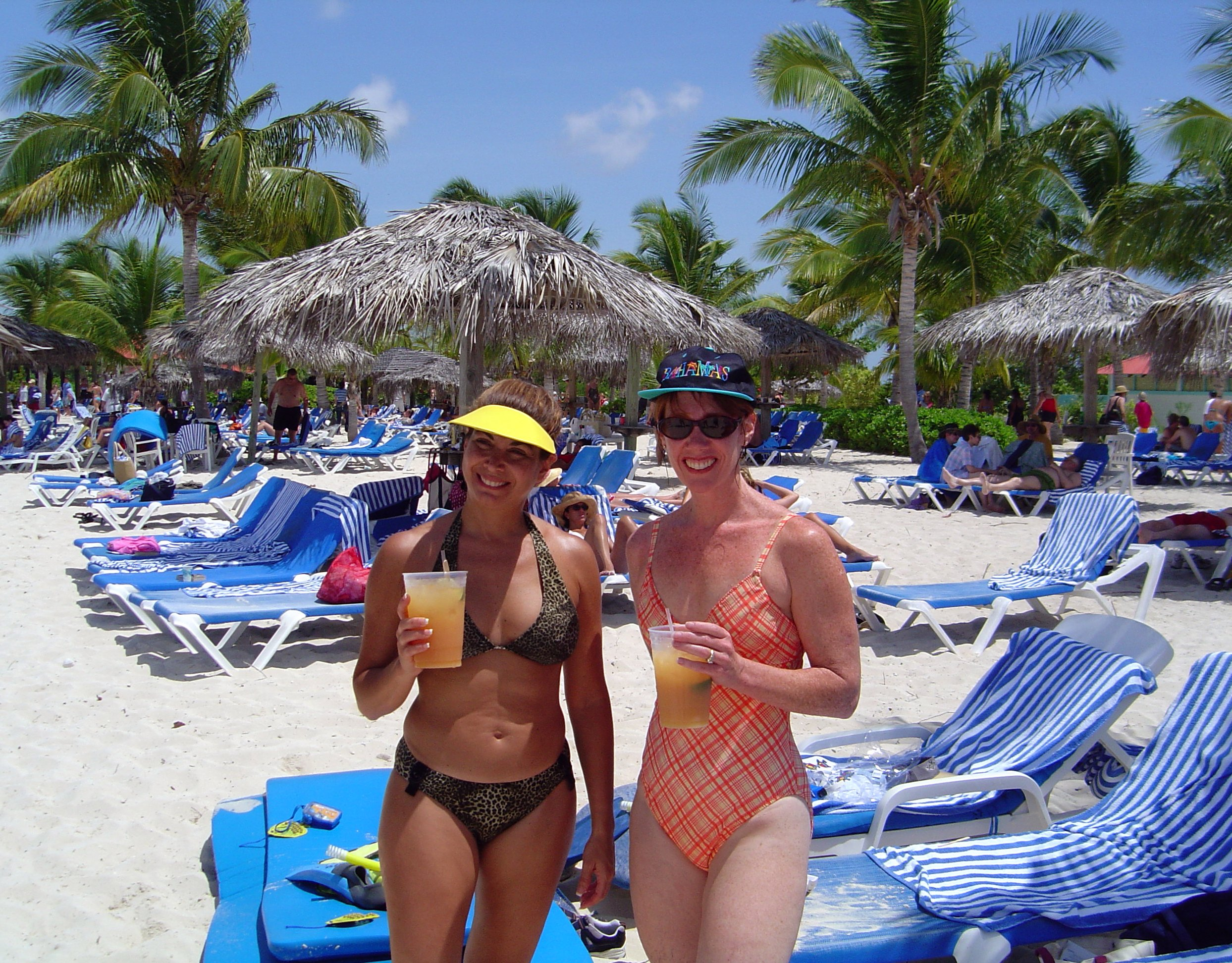
Dos tipus de vestits de bany populars de dones

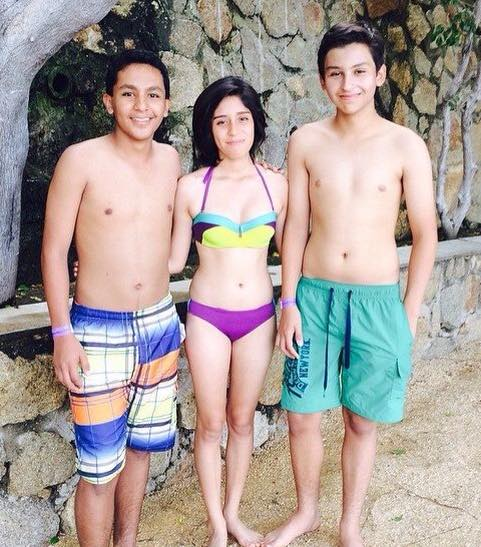
Les bermudes de platja són un tipus popular de vestit de bany casual per a homes.

Els vestits de bany o banyadors masculins comunament són pantalons curts o eslips. Els vestits de bany casuals per a home són les bermudes, a diferència del vestit de bany competitiu. En la majoria dels casos, nens i homes neden amb el seu cos superior exposat.
Els vestits de bany moderns de dones són generalment són d'una sola peça, amb tirants, que van del pectoral fins als engonals. El vestit de bany femení normalment cobreix la part submamària. Existeixen dues classes de banyadors de dona, els d'una sola peça (també usat per a competències) i el biquini, compost de dues peces. En tots dos casos n'existeixen una gran varietat.
El vestit de bany competitiu està fet perquè l'usuari pugui nedar més ràpid i més eficientment. El vestit competitiu modern és cenyit i lleuger. Hi ha molts tipus de vestit de bany competitiu per a cada gènere, per a cert tipus de competències han de ser utilitzats vestits de banys aprovats per la FINA. S'utilitza en competicions aquàtiques com a waterpolo, competències de natació, bussejo i Remo.
Els vestits de neoprè proporcionen aïllament tèrmic i flotació. Molts nedadors manquen de flotabilitat en les cames. El vestit redueix la densitat i, per tant, millora la flotabilitat i natació. Proporciona aïllament en absorbir part de l'aigua circumdant, l'aigua absorbida s'escalfa en fer contacte amb la pell. El vestit neoprè és una opció habitual per a aquells que neden en aigua freda durant llargs períodes, ja que redueixen la susceptibilitat a l'hipotèrmia.

### Accessoris
- Els taps d'oïdes poden evitar que l'aigua penetri a les oïdes.

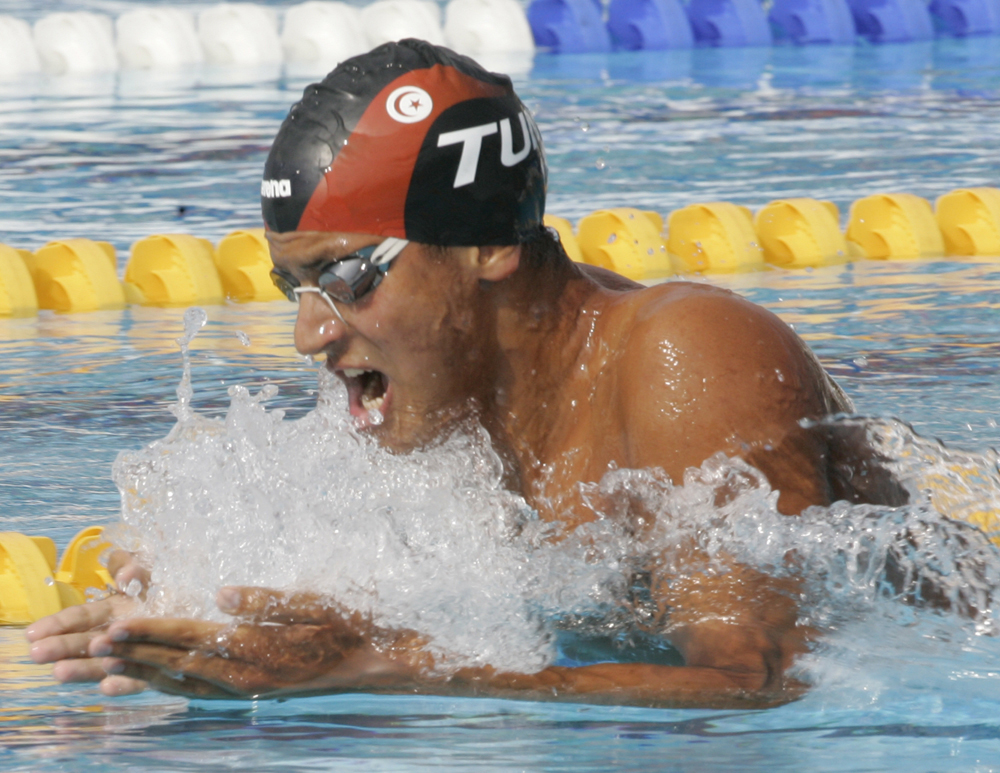
Un nedador utilitzant un capell i ulleres sueques de natació.

- Els noseclips poden evitar que l'aigua ingressi en el nas. Aquests són generalment utilitzats pel nedo sincronitzat, també poden ser utilitzats per a la natació recreativa i poden ser utilitzat per a ell neda en l'estil dorsal. Usar el noseclip en la natació competitiva pot causar un desavantatge a la majoria dels nedadors.
- Les ulleres protectores protegeixen als ulls d'aigua clorada i poden millorar la visibilitat sota l'aigua. Les ulleres polaritzades protegeixen els ulls de la llum solar que es reflecteix des del fons de la piscina.
- El casquet de natació protegeix el cabell de l'aigua clorada.
- La taula de natació s'utilitza per mantenir a flotació la part superior del cos mentre s'exercita la part inferior del cos.
- Les boies de tracció s'utilitzen per mantenir a flotació la part inferior del cos mentre s'exercita la part superior del cos.
- Les aletes s'utilitzen per a allargar quan es neda i millorar la tècnica i la velocitat.
- Les paletes de mà s'utilitzen per augmentar la resistència durant els moviments del braç, amb l'objectiu de millorar la tècnica i el poder.

## Toxicitat per exposició al clor i altres productes químics
Els usuaris de les piscines, així com les persones que treballen en les elles, estan exposats a una important toxicitat química directa de les vies respiratòries per inhalació del clor ambiental. Aquesta toxicitat es produeix per exposició a baixos nivells de clor de manera continuada i eventualment a nivells elevats involuntaris (exposicions agudes). Les exposicions als nivells més alts es deuen a fallades puntuals en els sistemes de cloració automàtica o a negligència dels operaris de manteniment, per manca de coneixement o de cultura de seguretat; aquests incidents no són inusuals. Hi ha altres causes que, encara que el nivell de clor en l'aigua estigui dins de la normativa, poden provocar despreniment de clor a l'aire a nivells excessius: insuficient ventilació, activitats amb gran agitació de l'aigua (com ara entrenaments intensos, nens jugant) o presència d'un elevat nombre d'usuaris.
- Exposició continuada a baixos nivells de clor: Provoca irritació i inflamació de les vies respiratòries i augmenta considerablement el risc de desenvolupar asma, bronquitis crònica i atacs aïllats de sibilàncies. En els adolescents amb atopia, augmenta a més el risc de desenvolupar rinitis al·lèrgica.[26][28]

- Intoxicació per inhalació de nivells elevats de clor: Pot provocar lesió pulmonar aguda, síndrome de dificultat respiratòria aguda i, fins a en un 1% dels casos, la mort. Els símptomes i signes d'obstrucció de les vies respiratòries derivats de la intoxicació inclouen tos, opressió en el pit, dispnea, sibilàncies, raneres, inflamació pulmonar (amb o sense infecció associada), edema pulmonar o hipoxèmia.[26][33]

Les formes de clor involucrades en la toxicitat respiratòria no es limiten al clor gasós sinó també als compostos que es formen per la seva combinació amb altres substàncies, tals com l'àcid hipoclorós, el diòxid de clor i la cloramina. De fet, com que el clor gasós és moderadament soluble en aigua, quan entra en contacte amb les mucoses de les vies respiratòries forma àcid hipoclorós, àcid clorhídric i diversos oxidants altament reactius, a mesura que es va dissolent en el líquid de la superfície de les vies respiratòries. Això provoca lesions que no es limiten a les vies respiratòries inferiors, sinó que també poden afectar els ulls, la pell i les vies respiratòries superiors. La via aèria es veu especialment afectada des del nas fins als bronquis. El dany oxidatiu de les vies respiratòries pot no aparèixer de manera immediata, sinó desenvolupar-se de manera retardada, durant qualsevol etapa de la malaltia (dies i fins i tot setmanes després de l'exposició al clor).
És possible que després de sofrir lesions per inhalació de clor no es recuperi el funcionament normal de les vies respiratòries i que quedin seqüeles permanents com ara asma, hiperreactivitat inespecífica de les vies respiratòries, síndrome de disfunció reactiva de les vies aèries, fibrosi pulmonar i hiperplàsia mucosa. Una única exposició a nivells elevats és suficient per a provocar seqüeles permanents.
A les piscines hi ha altres nombroses substàncies químiques que també provoquen toxicitat respiratòria, com les que s'alliberen a l'aire com a conseqüència de les reaccions entre si de la resta d'agents químics afegits a l'aigua de la piscina, d'aquests amb el clor gasós i amb la matèria orgànica d'origen humà. No es coneix encara el nombre exacte de compostos químics resultants d'aquestes reaccions ni tots els seus efectes concrets sobre la salut, però alguns es consideren tòxics o cancerígens.

### Accidents documentats
Els accidents per inhalació de productes químics en piscines no són fets inusuals. A continuació se n'exposen alguns exemples.
A Espanya l'any 1992 una nena de deu anys va morir asfixiada per inhalació de clor en una piscina climatitzada coberta. Altres onze nens van resultar intoxicats en el mateix incident i van sofrir lesions pulmonars, dos d'ells molt greus. Els fets es van produir com a conseqüència d'una negligència en la manipulació dels sistemes de depuració de l'aigua.
Entre els anys 2008 i 2012 es van documentar 41 accidents en piscines per substàncies químiques, amb un total de 428 víctimes, una d'elles mortal (un operari) i almenys 1.750 persones evacuades. El nombre de víctimes en un únic incident va oscil·lar des d'una sola persona afectada fins a més de 80 intoxicats (Astúries, 2010). La majoria dels accidents es va produir en piscines municipals.